# Det blodiga sundet
Det blodiga sundet (originaltitel: Blood Alley) är en amerikansk äventyrsfilm från 1955 med John Wayne och Lauren Bacall i huvudrollerna. Filmen regisserades av William A. Wellman.

## Handling
Fartygskaptenen Tom Wilder (John Wayne) fritas ur fängelset av invånarna i en liten kinesisk by. De vill ha hans hjälp för att fly från det kommunistiska Kina till Hongkong.

## Om filmen
John Wayne medverkade i ett avsnitt av I Love Lucy för att göra reklam för filmen.

## Rollista (i urval)
- John Wayne
- Lauren Bacall
- Paul Fix
- Joy Kim
- Berry Kroeger
- Mike Mazurki
- Anita Ekberg